# Distance zénithale
La distance zénithale, souvent notée z dans les textes, est la distance angulaire entre le zénith et un point de la sphère céleste, mesurée suivant un méridien.
C'est le complément de la hauteur (voir système de coordonnées horizontales), c'est-à-dire que la distance zénithale et la hauteur sont des angles complémentaires (autrement dit leur somme est égale à un angle droit).